# Skanderbegplein

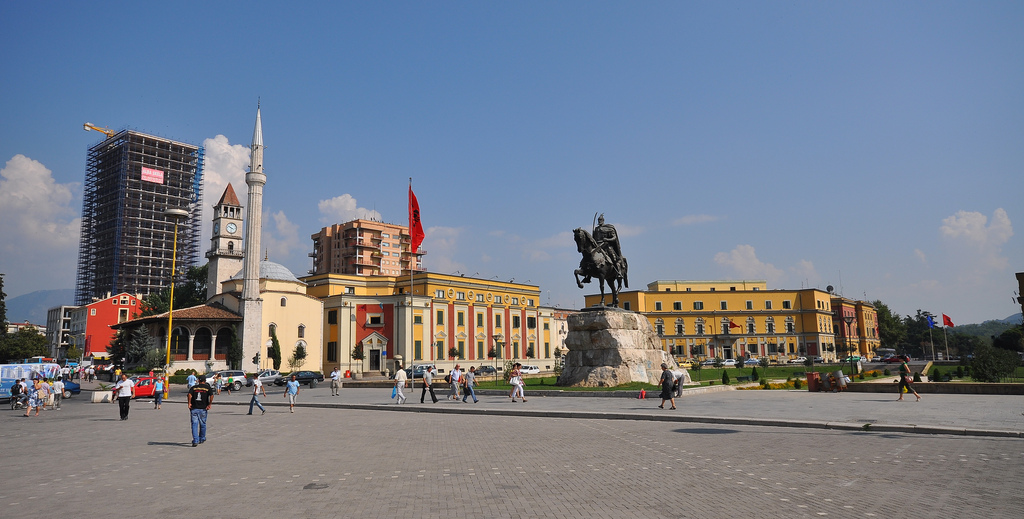
Skanderbegplein voor de renovatie van 2011-2012, met links de Et'hem Bey-moskee en in het midden het ruiterstandbeeld

Het Skanderbegplein, Albanees: Sheshi Skënderbej, is het centrale plein van de hoofdstad Tirana van Albanië. Het is een langwerpig plein en genoemd naar de Albanese nationale held Skanderbeg, Gjergj Kastrioti. In het midden staat naast de vlag van Albanië een groot standbeeld, het ruiterstandbeeld van Skanderbeg. Het plein werd in 2011-2012 volledig gerenoveerd, waarbij ter gelegenheid van de honderdjarige onafhankelijkheid van Albanië in november 2012 een standbeeld van vrijheidsstrijder Hasan Prishtina werd onthuld. De grote grijze vlakte werd toen door een met bomen beplant grasperk vervangen, waar het verkeer voortaan omheen moest rijden.
Aan de rand van het plein staan volgens de wijzers van de klok de volgende bouwwerken:
- Ministerie van Economie, Handel en Energie, Ministria e Ekonomisë, Tregtisë dhe Energjetikës

Banka e Shqipërisë, nationale bank in het westen
- Nationaal Historisch Museum, Muzeu Historik Kombëtar in het noordwesten
- een hotel in het noordoosten
- Cultuurpaleis, Pallati i Kulturës, met daarin het Nationale Theater voor Opera en Ballet, Teatri Kombëtar i Operas dhe Baletit, en de Nationale Bibliotheek van Albanië, Bibliotheka Kombëtare e Shqipërisë

Et'hem Bey-moskee, Xhamia e Et'hem Beut
Klokkentoren, Kulla e Sahatit
gemeentehuis in het oosten
- Ministerie van Openbare Werken, Transport en Telecommunicatie, Ministria e Punëve Publike, Transportit dhe Telekomunikacionit in het zuidoosten
- Ministerie van Landbouw, Voeding en Consumentenbescherming, Ministria e Bujqësisë, Ushqimit dhe Mbrojtjes së Konsumatorit in het zuidwesten

Het Nationaal Historisch Museum met een groot mozaïek, De Albanezen, Shqiptarët, is nog steeds het meest kenmerkende gebouw op het plein.
Sheshi Adem Jashari · Sheshi Avni Rustemi · Sheshi Fan Noli · Sheshi Franc Nopca · Sheshi Harry Truman · Sheshi Italia · Sheshi Karl Topia · Sheshi Mustafa Qemal Ataturk · Sheshi Nënë Tereza · Sheshi Paris · Sheshi Shtraus · Sheshi Uillson · Skanderbegplein